# 重水素化メタノール
重水素化メタノール（じゅうすいそかメタノール、英: Deuterated methanol）は、メタノールの同位体置換体（英: isotopologue）である。メタノール中の水素原子（H）が同位体である重水素（D）に置換されている。重水素化メタノールは核磁気共鳴分光法で用いられる一般的な溶媒である。
1988年、マックス・プランク電波天文学研究所によるクラインマン-ロウ星雲の観測によって、星間空間において初めて重水素化メタノールが検出された。